# Jane Withers
Jane Withers (Atlanta, 12 aprile 1926 – Burbank, 7 agosto 2021) è stata un'attrice statunitense che iniziò a recitare fin da bambina, esordendo nel 1932 per un film della Fox.

## Biografia
Zia dell'attrice televisiva Bernadette Withers, iniziò a recitare sin dal 1932, all'età di sei anni per proseguire fino al 2002, anno del suo ritiro.

## Vita privata
Nel 1947 sposò Bill Moss, dal quale ebbe tre figli: Wendy nel 1948, William nel 1950 e Randy nel 1952, e dal quale  divorziò nel 1955. Nello stesso anno si risposò con Kenneth Errair, cantante del gruppo vocale The Four Freshmen. La coppia ebbe due figli: Ken, nato nel 1957 e Kendall, nato nel 1960. Errair morì nel 1968 in un incidente aereo. Nel 1984 Randy - il più giovane dei figli avuti da Bill Moss - morì a soli trentadue anni a causa di un cancro.

## Riconoscimenti
- Young Hollywood Hall of Fame (1930's)
- Young Artist Award, Former Child Star Lifetime Achievement Award (1979)

## Filmografia parziale

### Cinema
- Handle with Care, regia di David Butler (1932)
- Zani (Zoo in Budapest), regia di Rowland V. Lee (1933)
- Mary Stevens, M.D., regia di Lloyd Bacon (1933)
- Lo specchio della vita (Imitation of Life), regia di John M. Stahl (1934)
- Tailspin Tommy, regia di Louis Friedlander (1934)
- Che bel regalo (It's a Gift), regia di Norman Z. McLeod (1934)
- La mascotte dell'aeroporto (Bright Eyes), regia di David Butler (1934)
- Le vie della fortuna (The Good Fairy), regia di William Wyler (1935)
- Ginger, regia di Lewis Seiler (1935)
- The Farmer Takes a Wife, regia di Victor Fleming (1935)
- Abbasso le bionde (Redheads on Parade), regia di Norman Z. McLeod (1935)
- This Is the Life, regia di Marshall Neilan (1935)
- Paddy O'Day, regia di Lewis Seiler (1936)
- Gentle Julia, regia di John G. Blystone (1936)
- Little Miss Nobody, regia di John G. Blystone (1936)
- Pepper, regia di James Tinling (1936)
- Can This Be Dixie?, regia di George Marshall (1936)
- The Holy Terror, regia di James Tinling (1937)
- Angel's Holiday, regia di James Tinling (1937)
- Wild and Woolly, diretto da Alfred L. Werker (1937)
- 45 Fathers, regia di James Tinling (1937)
- Checkers, regia di H. Bruce Humberstone (1937)
- Rascals, regia di H. Bruce Humberstone (1938)
- Keep Smiling, regia di Herbert I. Leeds (1938)
- Always in Trouble, regia di Joseph Santley (1938)
- The Arizona Wildcat, regia di Herbert I. Leeds (1939)
- Boy Friend, regia di James Tinling (1939)
- Chicken Wagon Family, regia di Herbert I. Leeds (1939)
- Pack Up Your Troubles, regia di H. Bruce Humberstone (1939)
- High School, regia di George Nichols Jr. (1940)
- Shooting High, regia di Alfred E. Green (1940)
- Girl from Avenue A, regia di Otto Brower (1940)
- Youth Will Be Served, regia di Otto Brower (1940)
- Golden Hoofs, regia di Lynn Shores (1941)
- Her First Beau, regia di Theodore Reed (1941)
- A Very Young Lady, regia di Harold D. Schuster (1941)
- Young America, regia di Louis King (1942)
- The Mad Martindales, regia di Alfred L. Werker (1942)
- Small Town Deb, regia di Harold D. Schuster (1942)
- Johnny Doughboy, regia di John H. Auer (1942)
- Fuoco a oriente (The North Star), regia di Lewis Milestone (1943)
- La mia migliore ragazza (My Best Gal), regia di Anthony Mann (1944)
- Faces in the Fog, regia di John English (1944)
- Affairs of Geraldine, regia di George Blair (1946)
- Danger Street, regia di Lew Landers (1947)
- Il gigante (Giant), regia di George Stevens (1956)
- The Heart Is a Rebel, regia di Dick Ross (1958)
- Il "dritto" di Hollywood (The Right Approach), regia di David Butler (1961)
- Capitan Newman (Captain Newman, M.D.), regia di David Miller (1963)
- Il gobbo di Notre Dame (The Hunchback of Notre Dame) (1996) - voce
- Il gobbo di Notre Dame II (The Hunchback of Notre Dame II) (2002) - voce

### Televisione
- General Electric Theater – serie TV, episodi 9x21-10x23 (1961-1962)
- Pete and Gladys – serie TV, episodio 2x32 (1962)
- L'ora di Hitchcock (The Alfred Hitchcock Hour) – serie TV, episodio 2x11 (1963)
- All Together Now, regia di Randal Kleiser – film TV (1975)
- La signora in giallo (Murder, She Wrote) – serie TV, 2 episodi (1991-1993)
- House of Mouse - Il Topoclub (Disney's House of Mouse) – serie TV, 1 episodio (2001) - voce

## Doppiatrici italiane
- Adriana Parrella in Fuoco a Oriente
- Wanda Tettoni in Il gigante
- Isa Di Marzio in La signora in giallo

Da doppiatrice è sostituita da:
- Liù Bosisio in Il gobbo di Notre Dame
- Angiolina Quinterno in Il gobbo di Notre Dame II
- Emanuela Baroni in House of Mouse - Il Topoclub